# ان-دس‌آلکیل فلورازپام
ان-دس‌آلکیل فلورازپام (انگلیسی: N-Desalkylflurazepam) یا نورفلورازپام آنالوگ بنزودیازپین و متابولیت فعال چندین داروی بنزودیازپین دیگر از جمله فلورازپام، فلوتوپرازپام، فلودیازپام، میدازولام، فلوتازولام، کوازپام، و اتیل لوفلازپات است. [9] طولانی اثر است، مستعد تجمع است و به طور غیرانتخابی به زیرگروه های مختلف گیرنده بنزودیازپین متصل می شود.